# Кири ле Шодард
Кири ле Шодард (фр. Cuiry-lès-Chaudardes) насеље је и општина у североисточној Француској у региону Пикардија, у департману Ен (Пикардија) која припада префектури Лаон.
По подацима из 2011. године у општини је живело 79 становника, а густина насељености је износила 15,34 становника/km². Општина се простире на површини од 5,15 km². Налази се на средњој надморској висини од 50 метара (максималној 160 m, а минималној 46 m).

## Демографија
| 1962. | 1968. | 1975. | 1982. | 1990. | 1999. | 2011. |
| ----- | ----- | ----- | ----- | ----- | ----- | ----- |
| 40    | 41    | 28    | 26    | 35    | 42    | 79    |

График промене броја становника у току последњих година